# Mugilogobius chulae
Mugilogobius chulae is een straalvinnige vissensoort uit de familie van grondels (Gobiidae). De wetenschappelijke naam van de soort is voor het eerst geldig gepubliceerd in 1932 door Smith.